# Seven Sisters (Sussex)

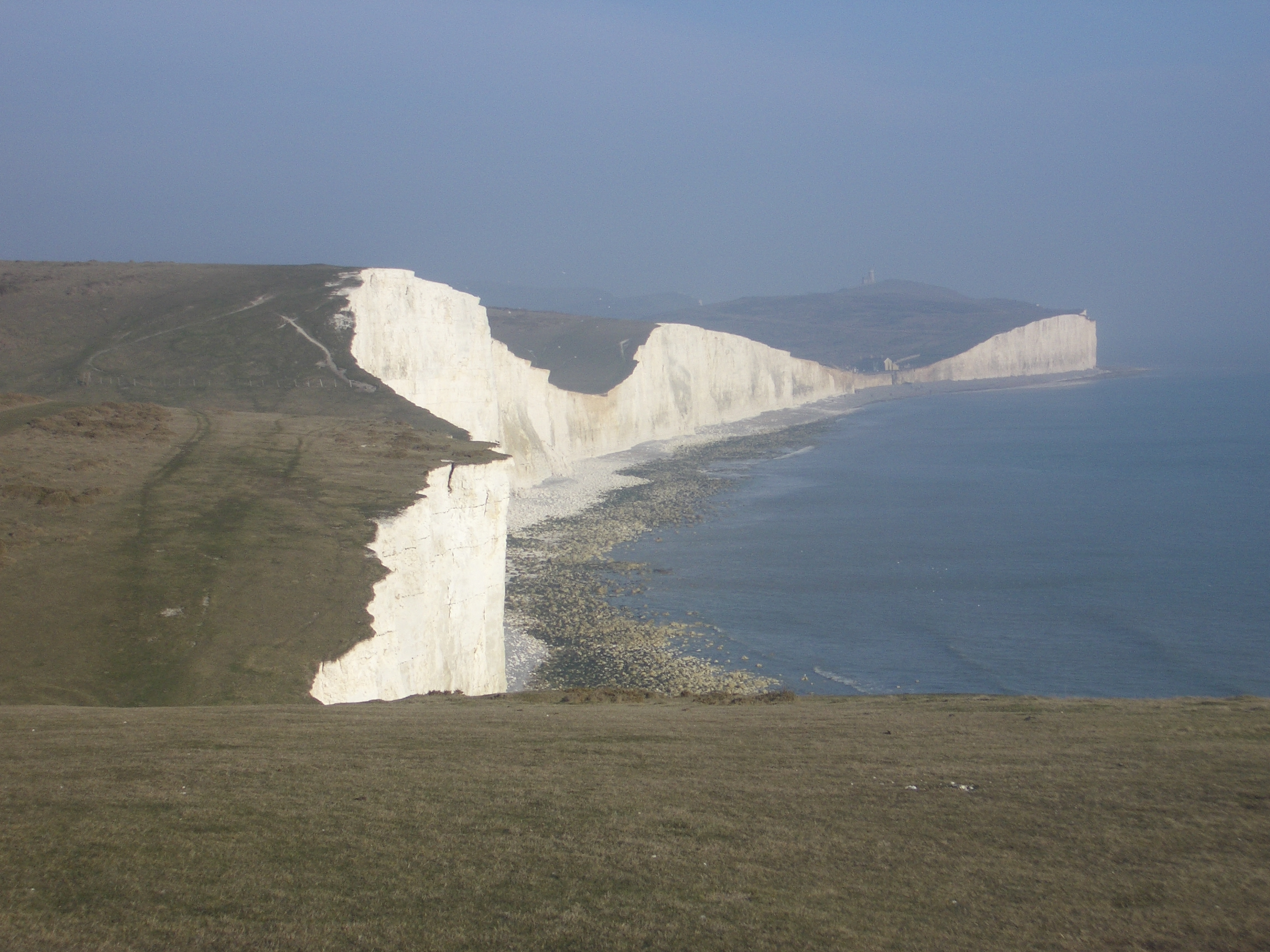
Vier van de Seven Sisters

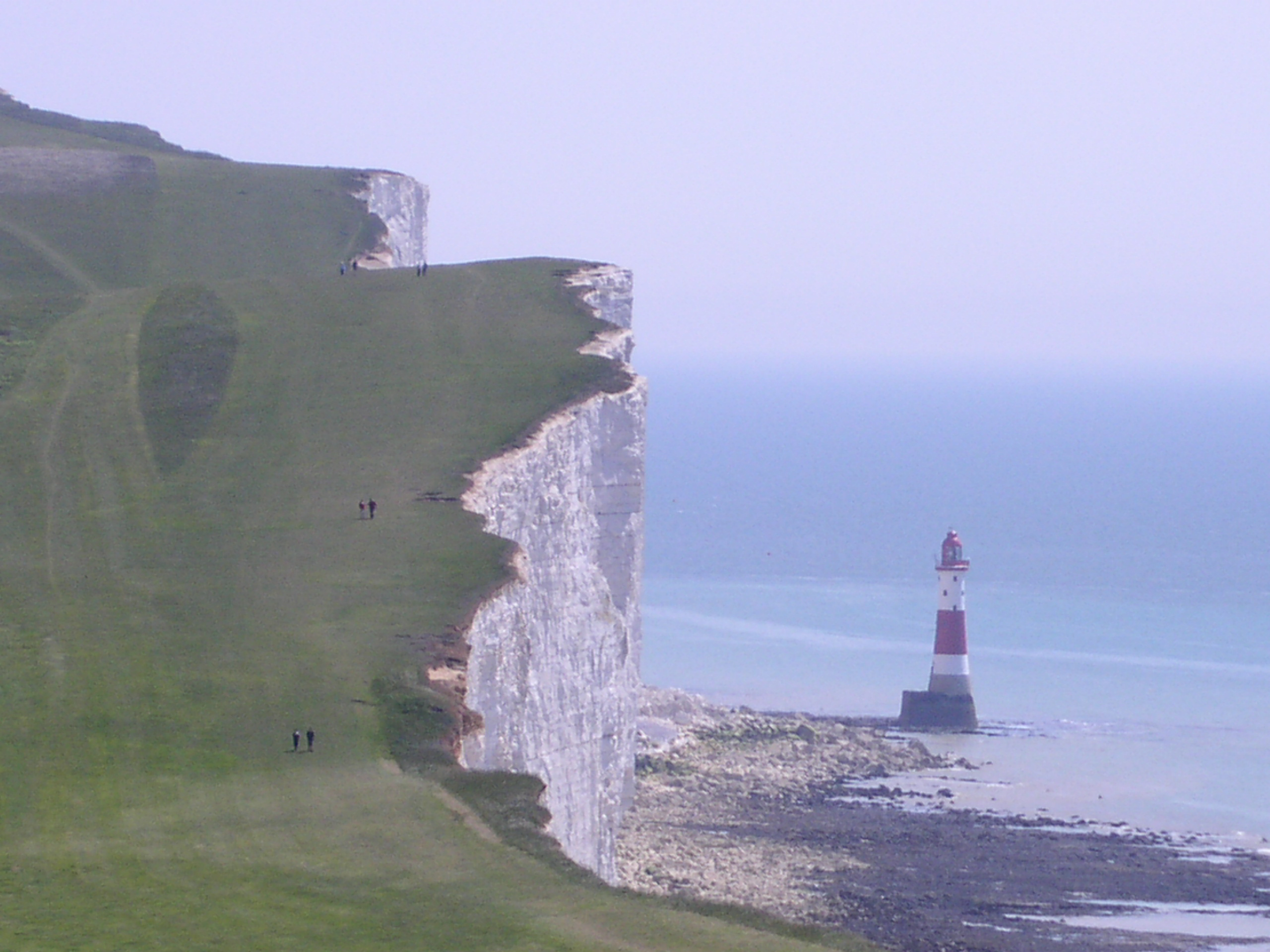
Seven Sisters

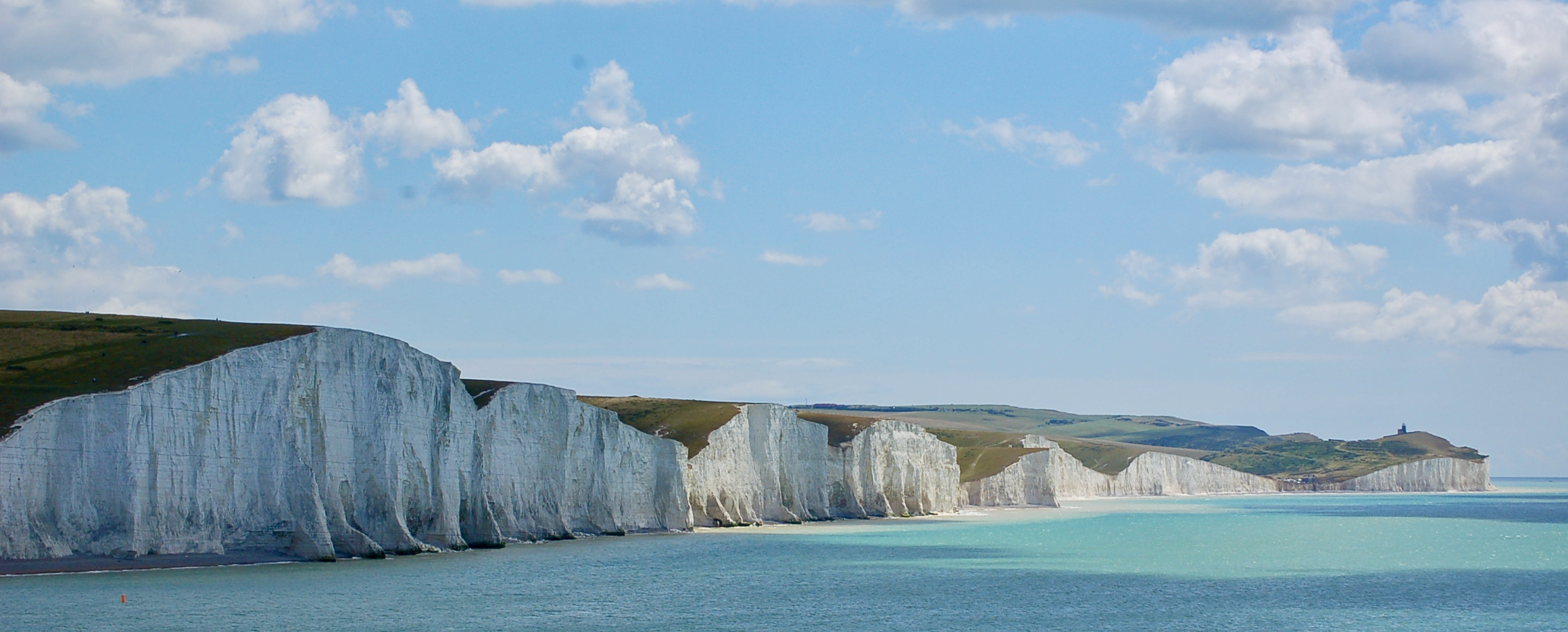
De kustlijn met de Seven Sisters

De Seven Sisters is een klif in Nationaal park South Downs tussen Eastbourne en Seaford. De Seven Sisters zijn zeven tegen elkaar aanstaande krijtrotsen op de kustlijn.
Van west naar oost, beginnend oostelijk van Cuckmere Haven, hebben ze de volgende namen, waarbij de valleien daartussen ook nog individuele namen hebben. In de lijst zijn de klippen vetgedrukt:
- Haven Brow
- Short Bottom
- Short Brow
- Limekiln Bottom
- Rough Brow
- Rough Bottom
- Brass Point
- Gap Bottom
- Flagstaff Point (gaat later over in de Flagstaff Brow)
- Flagstaff Bottom
- Flat Hill
- Flathill Bottom
- Baily's Hill
- Michel Dean
- Went Hill Brow

Nog verder oostelijk ligt het dorp Birling Gap. Daarachter bevindt zich de heropgebouwde Belle Tout vuurtoren en ten slotte het hoogste punt van de omgeving, de Beachy Head.